# Forma di Maass
In matematica una forma d'onda secondo Mass (o semplicemente forma di Maass) è una funzione del semipiano superiore complesso che si comporta come una forma modulare, ma senza essere necessariamente olomorfa. Furono studiate per la prima volta da Hans Maass nel 1949.

## Definizione
Sìa k un semintero, s un numero complesso, e Γ un sottogruppo discreto di SL2(R) (cioè Γ  è+ un sottospazio discreto di SL2(R)). 

Una forma di Maass di peso k per Γ con autovalore di Laplace s, è una funzione liscia del semipiano superiore complesso che soddisfa le seguenti condizioni:
- Per ogni {\displaystyle \gamma =\left({\begin{smallmatrix}a&b\\c&d\end{smallmatrix}}\right)\in \Gamma } e per ogni {\displaystyle \tau \in \mathbb {H} }, abbiamo  {\displaystyle f\left({\frac {a\tau +b}{c\tau +d}}\right)=(c\tau +d)^{k}f(\tau )}.
- {\displaystyle \Delta _{k}f=sf}, dove {\displaystyle \Delta _{k}} è il peso iperbolico laplacianok definito come {\displaystyle \Delta _{k}=-y^{2}\left({\frac {\partial ^{2}}{\partial x^{2}}}+{\frac {\partial ^{2}}{\partial y^{2}}}\right)+iky{\frac {\partial }{\partial x}}}.
- La funzione f cresce al massimo come un polinomio in corrispondenza della forma di cuspide (in teoria dei numeri, una forma modulare con coefficiente costante nullo nello sviluppo in Serie di Fourier).

Una forma di Maass armonica è una funzione liscia del semipiano superiore complesso che si comporta come una forma modulare sotto l'azione di un gruppo modulare, che è un autovalore del corrispondente operatore di Laplace iperbolico, che assume al massimo una crescita lineare esponenziale in corrispondenza della forma di cuspide, e se la laplaciana dell'autovalore di f è zero: quindi, senza la condizione <<che f  cresce al massimo come un polinomio in corrispondenza della forma di cuspide>>, richiamata in precedenza.

## Principali risultati
Sìa f una cusp form di Maass, avente peso 0. Kim e Sarnak hanno scoperto che il coefficiente normalizzato di Fourier per un numero primo p è limitato da {\displaystyle p^{7/64}}.